# رودني لاك
رودني لاك (بالهولندية: Rodney Lake)‏ (16 سبتمبر 1979 - ) هو لاعب كرة قدم هولندي في مركز الوسط. شارك مع منتخب أروبا لكرة القدم. أما مع النوادي، فقد لعب مع SV Britannia ‏.

## وصلات خارجية
- رودني لاك على موقع قاعدة بيانات كرة القدم.إي يو (الإنجليزية)
- رودني لاك على موقع ناشيونال فوتبول تيمز (الإنجليزية)